# Regionalwahlkreis Unterland
Der Regionalwahlkreis Unterland (Wahlkreis 7C) ist ein Regionalwahlkreis in Österreich, der bei Wahlen zum Nationalrat für die Vergabe der Mandate im ersten Ermittlungsverfahren gebildet wird. Der Wahlkreis umfasst den Bezirk Kitzbühel und den Bezirk Kufstein. 
Bei der Nationalratswahl 2019 waren im Regionalwahlkreis Unterland 122.888 Personen wahlberechtigt, wobei bei der Wahl die Österreichische Volkspartei (ÖVP) mit 51,0 % als stärkste Partei hervorging. Von den vier zu vergebenden Grundmandaten konnte die ÖVP eines erreichen.

## Geschichte
Nach dem Ende des Staates Österreich-Ungarn wurden für das Gebiet Tirols mit der Wahlordnung 1918 für die Wahl der konstituierenden Nationalversammlung zwei Wahlkreise geschaffen, wobei für das Gebiet des heutigen Regionalwahlkreises der Wahlkreis Nordtirol (Wahlkreis 25) gebildet wurde, der mit Ausnahme Osttirols das gesamte, heutige Bundesland Tirol umfasste. Nachdem Gebiete wie Südtirol und Südböhmen endgültig von Österreich an die Nachfolgestaaten Österreich-Ungarns abgetreten hatte werden müssen, wurde aus den verbliebenen Teilen Tirols, der Wahlkreis Tirol (Wahlkreis 18) geschaffen. Nachdem die Wahlordnung von 1923 von der austrofaschistischen Regierung 1934 außer Kraft gesetzt worden war, wurde die ursprüngliche Einteilung der Wahlkreise nach dem Zweiten Weltkrieg mit dem Verfassungsgesetz vom 19. Oktober 1945 weitgehend wieder eingeführt. Mit der Nationalrats-Wahlordnung 1971 kam es zu einer tiefgreifenden Wahlkreisreform, mit der die Anzahl der Wahlkreise in Österreich auf nur noch neun reduziert wurde. Für das Bundesland Tirol änderte sich dadurch bis auf die Nummer des Wahlkreises (nun Wahlkreis 7) nichts. Mit Inkrafttreten der Nationalrats-Wahlordnung 1992 wurde das österreichische Bundesgebiet schließlich in 43 Regionalwahlkreise unterteilt und somit ein drittes Ermittlungsverfahren eingeführt, wobei die Bezirke Kitzbühel und Kufstein zum Wahlkreis Unterland (Wahlkreis 7C) zusammengefasst wurden. 1993 wurden dem Regionalwahlkreis drei Mandate zugewiesen, wobei die Neuberechnung der Mandatsverteilung im Jahr 2002 (nach den Ergebnissen der Volkszählung 2001) zu keinen Veränderungen führte. Nach der Volkszählung 2011 wurde die Zahl der Grundmandate auf vier erhöht, da ein Mandat des Regionalwahlkreises Innsbruck neu zugeordnet wurde.
Bis auf die Wahlen 1995 und 1999, bei denen die Freiheitliche Partei Österreichs (FPÖ) die meisten Stimmen erzielen konnte, war die ÖVP stets Wahlsieger, bei den Wahlen 2002 und 2019 sogar mit absoluter Stimmenmehrheit.

## Wahlergebnisse
| 9. Oktober 1994    |   | Stimmenanteile (%) | 33,3 | 25,9 | 25,1 | 8,8  | -    | 4,6 | -   | -   | 2,3 |
| 9. Oktober 1994    | 3 | Grundmandate       | 1    | 0    | 0    | 0    | -    | 0   | -   | -   | 0   |
| 17. Dezember 1995  |   | Stimmenanteile (%) | 29,5 | 26,8 | 30,6 | 5,7  | -    | 5,5 | -   | -   | 1,9 |
| 17. Dezember 1995  | 3 | Grundmandate       | 1    | 0    | 1    | 0    | -    | 0   | -   | -   | 0   |
| 3. Oktober 1999    |   | Stimmenanteile (%) | 31,2 | 24,0 | 31,5 | 8,0  | -    | 2,8 | -   | -   | 2,5 |
| 3. Oktober 1999    | 3 | Grundmandate       | 1    | 0    | 1    | 0    | -    | 0   | -   | -   | 0   |
| 24. November 2002  |   | Stimmenanteile (%) | 52,8 | 24,1 | 12,1 | 9,0  | -    | 1,4 | -   | -   | 0,6 |
| 24. November 2002  | 3 | Grundmandate       | 1    | 0    | 0    | 0    | -    | 0   | -   | -   | 0   |
| 1. Oktober 2006    |   | Stimmenanteile (%) | 45,6 | 22,9 | 11,9 | 9,8  | 3,8  | -   | -   | -   | 6,0 |
| 1. Oktober 2006    | 3 | Grundmandate       | 1    | 0    | 0    | 0    | 0    | -   | -   | -   | 0   |
| 28. September 2008 |   | Stimmenanteile (%) | 32,2 | 18,5 | 18,2 | 8,2  | 11,5 | 1,6 | -   | -   | 9,8 |
| 28. September 2008 | 3 | Grundmandate       | 1    | 0    | 0    | 0    | 0    | 0   | -   | -   | 0   |
| 29. September 2013 |   | Stimmenanteile (%) | 33,2 | 18,1 | 21,0 | 12,8 | 3,1  | 4,1 | 6,6 | -   | 1,1 |
| 29. September 2013 | 4 | Grundmandate       | 1    | 0    | 0    | 0    | 0    | 0   | 0   | -   | 0   |
| 15. Oktober 2017   |   | Stimmenanteile (%) | 42,0 | 18,7 | 26,4 | 3,7  | -    | 4,6 | -   | 3,2 | 1,1 |
| 15. Oktober 2017   | 4 | Grundmandate       | 1    | 0    | 0    | 0    | -    | 0   | -   | 0   | 0   |
| 29. September 2019 |   | Stimmenanteile (%) | 51,0 | 12,2 | 15,1 | 12,1 | -    | 7,2 | -   | 1,4 | 1,0 |
| 29. September 2019 | 4 | Grundmandate       | 1    | 0    | 0    | 0    | -    | 0   | -   | 0   | 0   |
| 29. September 2024 |   | Stimmenanteile (%) | 33,4 | 13,1 | 31,0 | 6,7  | -    | 9,9 | -   | -   | 5,7 |
| 29. September 2024 | 4 | Grundmandate       | 1    | 0    | 1    | 0    | -    | 0   | -   | -   | 0   |